# ぎょしゃ座AB星b
ぎょしゃ座AB星bとは、若いハービッグAe/Be型星であるぎょしゃ座AB星の原始惑星系円盤内に存在する直接画像化された原始惑星である。この惑星系は地球から約508光年離れている。ぎょしゃ座AB星bは、主星から約93天文単位離れた位置を公転していると予測されている。ぎょしゃ座AB星bは、未だ惑星が形成される材料となるガスと塵の中に存在している、最初に確認された直接画像化された太陽系外惑星である。それはまた、原始惑星系円盤の不安定性による巨大ガス惑星の形成の証拠が発見される可能性がある。

## 発見
ぎょしゃ座AB星bは、Thayne Currie、Kellen Lawson、Glenn Schneiderが率いるチームが、ハワイのマウナ・ケアにあるすばる望遠鏡とハッブル宇宙望遠鏡（HST）を使用して発見された。すばる望遠鏡のデータは、天文台の極端な補償光学システムであるSCExAOを利用して大気のぼけを補正し、CHARIS面分光装置を使用してさまざまな近赤外波長でのぎょしゃ座AB星bの輝度測定値を記録した。ぎょしゃ座AB星bの位置は、アタカマ大型ミリ波サブミリ波干渉計で検出された一酸化炭素ガスのらせん構造を説明するために必要な巨大な原始惑星の予測位置と一致し、ALMAのデータで見られる小石サイズの塵の輪の内側にある。惑星は2016年に最初に検出された。チームは当初、信号が新しく形成された惑星ではなく、ぎょしゃ座AB星の原始惑星系円盤の一部を識別したとされていた。しかし、その後の4年間にすばる望遠鏡で得られたSCExAO/CHARISデータは、ぎょしゃ座AB星bのスペクトルが原始惑星系円盤のスペクトルとは異なり、温度が新しく生まれた惑星の予測値と類似していることを示した。宇宙望遠鏡撮像分光器（STIS）を利用したHSTによる新しい検出と、2007年に廃止されたNICMOSによるアーカイブ検出により、すばる望遠鏡のデータから、ぎょしゃ座AB星bがぎょしゃ座AB星の周囲を公転しており、背景にある恒星などではないという証拠が確認された。

## 特徴
ぎょしゃ座AB星bは、SCExAO/CHARISでは1.1~2.4ミクロン、HST/NICMOSでは1.1ミクロンの近赤外波長で、HST/STISではフィルタ処理されていない光学データで検出される。また、SCExAOの背後にあるVAMPIRESを使用して、Hα線で検出されたが、この検出が原始惑星自体に起因するのか、周囲の散乱光に起因するのかは不明である。発見論文は、CHARISとNICMOSの検出に関与する2000~2500ケルビンの熱成分と、STISでの検出にも寄与する磁気圏の付加からなる複合モデルを使用して、原始惑星の放射と一致する。CHARISおよびNICMOSのデータは、ぎょしゃ座AB星bを木星半径の約2.75倍を持つ9~12木星質量の惑星として解釈することと一致している。
惑星は、主星から約0.6秒角（約93天文単位）離れた、明るく空間的に拡張された光源として表示されている。これは、他のすべての直接画像化された惑星の点源の性質とは対照的である。この形態は、ぎょしゃ座AB星bからの光が主星の原始惑星系円盤によって遮られたことが原因である可能性がある。偏光でははっきりと検出されない。主星からの距離が非常に遠いため、ぎょしゃ座AB星bの軌道は正確にわかっていない。これまでのモデリングでは、惑星の軌道が地球の視点から見て約43度傾いており、おそらく主星の原始惑星系円盤と同一平面上にあることが示唆されている。

## 形成
巨大ガス惑星形成の標準モデル（コア降着）では、主星から非常に遠いぎょしゃ座AB星bの距離で巨大ガス惑星を形成するのが非常に困難である。代わりに、ぎょしゃ座AB星bは原始惑星系円盤（重力）の不安定性によって形成されている可能性がある。主星の周りの巨大な原始惑星系円盤が冷えると、重力によって円盤が急速に1つ以上の惑星質量の断片に分裂する。ぎょしゃ座AB星の原始惑星系円盤にある多数のらせん状の構造は、円盤の不安定性による惑星形成のモデルと一致している。

## 大衆文化では
ぎょしゃ座AB星系は、2021年の映画「ドント・ルック・アップ」で描かれたすばる望遠鏡の観測中に登場したが、表示された画像には惑星は表示されていない。